# Независимые агентства и корпорации Федерального правительства США
Независимые агентства и корпорации Федерального правительства США создаются Конгрессом США для обеспечения задач, находящихся за рамками обычного законодательства США. Эти агентства ответственны за поддержание стабильности работы Федерального правительства и экономики США.
Независимыми от Федерального правительства США агентствами являются те агентства, которые существуют вне федеральных министерств (возглавляемых секретарем кабинета министров). Точнее говоря, термин независимые используется для тех агентств, которые, в соответствии с конституцией, являясь частью исполнительной ветви власти, не зависят от контроля президента США, по той простой причине, что власть президента уволить главу агентства ограничена.
Созданные в рамках отдельных законов, принятых Конгрессом США, каждый соответствующий закон наделяет полномочиями и определяет цели и направления агентств в рамках которых они должны работать, а также основные сферы, если таковые имеются, по которым агентства могут иметь силу правотворчества. Правила (или распоряжения/постановления), изданные этими агентствами, имеют силу федерального закона.

## Функциональные характеристики
Независимые агентства можно отличить от федеральных органов исполнительной власти по их структурным и функциональным характеристикам.
Конгресс может также назначить определённые агентства явно как «независимое» по уставу законодательным актом, но функциональные различия имеют большее значение чем юридические.
Хотя у большинства федеральных регулирующих органов, то есть непосредственно подчиненных президенту (в отличие от независимых органов), есть единственный директор, администратор или секретарь, назначаемый Президентом США, в независимых агентствах почти всегда есть или комиссия, или совет или схожее коллегиальное сообщество, которые состоят из нескольких членов (от пяти до семи), и которые разделяют власть в этом агентстве (по этой причине многие независимые агентства и включают слова «Комиссия» или «Совет» в названии своего агентства).
Президент назначает комиссаров (уполномоченных) или членов совета директоров (при условии утверждения Сенатом). Так как они часто работают по особому графику («staggered term»), зачастую дольше чем обычный четырёхлетний срок Президента, что означает, что большинство президентов не имеет возможности назначать всех комиссаров для данного независимого агентства. Обычно президент может назначить одного из комиссаров председателем. В большинстве случаев в законах есть положения, которые ограничивают полномочия президента увольнять чиновников, обычно это может быть связано со случаями потери трудоспособности, невыполнения обязанностей, должностных преступлений, или при достаточном основании.
Более того, большинство независимых агентств, в соответствии с требованием закона, должны иметь представителей обеих партий, поэтому Президент не может просто заполнять вакансии членами его собственной политической партии.
В действительности же, наличие большой текучести кадров среди этих комиссаров или членов правления означает что у большинства президентов есть возможность заполнить достаточно вакансий, что дает большинство голосов в каждой комиссии независимого агентства на протяжении первых двух лет первого срока правления президента. Известны случаи, когда руководители независимых агентств были более лояльными к президентам, чем некоторые непосредственно подчиненные президенту, которые заняли свои посты в результате политических назначений.
Попытки президента уволить руководителей независимых агентств стали причиной большинства важных судебных решений Верховного суда в этой области. Президенты обычно имеют полномочия для увольнения глав независимых агентств, но они должны соответствовать установленным требованиям для увольнения, например доказав что лицо совершило должностное преступление. В то же время, руководителей обычных административных агентств президент может увольнять по своему желанию.
Если независимое агентство осуществляет какие-либо исполнительные полномочия, например такие как принуждение, в большинстве из них Конгресс не может принимать участие в процессе регулярной замены комиссаров. Согласно Конституции, Конгресс может принимать непосредственное участие только в процедуре импичмента. Конгресс, однако, может принять закон ограничивающий условия, при которых президент может уволить комиссаров независимых агентств. Члены Конгресса не могут служить в качестве комиссаров в независимых агентствах, которые обладают исполнительной властью, Конгресс также не может назначить комиссаров — по Конституции положение о назначении наделяет этим правом президента.
Однако, Сенат принимает участие в процедуре назначений «по совету и с согласия», то есть посредством консультирования президента и утверждения его действий при назначении должностных лиц (простым большинством голосов).

## Список независимых агентств[10]
| Агентство по охране окружающей среды США                                         | United States Environmental Protection Agency (EPA или иногда USEPA) |
| Агентство США по международному развитию                                         | United States Agency for International Development (USAID)           |
| Агентство США по торговле и развитию                                             | United States Trade and Development Agency (USTDA)                   |
| Агентство по обслуживанию суда и надзору за правонарушениями округа Колумбия США | Court Services and Offender Supervision Agency                       |
| Администрация общих служб (США)                                                  | General Services Administration (GSA)                                |
| Администрация фермерского кредита (США)                                          | Farm Credit Administration (FCA)                                     |
| Административная конференция Соединённых Штатов                                  | Administrative Conference of the United States (ACUS)                |
| Директор Национальной разведки (США)                                             | Director of National Intelligence (DNI)                              |
| Институт музейных и библиотечных услуг (США)                                     | Institute of Museum and Library Services (IMLS)                      |
| Консультативный совет охраны памятников истории США                              | Advisory Council on Historic Preservation (ACHP)                     |
| Комиссия по безопасности товаров широкого потребления США                        | U.S. Consumer Product Safety Commission (CPSC)                       |
| Комиссия по гражданским правам США                                               | United States Commission on Civil Rights                             |
| Комиссия по международной торговле США                                           | United States International Trade Commission (ITC)                   |
| Комиссия по регулированию почтовой службы (США)                                  | Postal Regulatory Commission (PRS)                                   |
| Комиссия по торговле товарными фьючерсами (США)                                  | Commodity Futures Trading Commission (CFTC)                          |
| Комиссия по ценным бумагам и биржам                                              | Securities and Exchange Commission (SEC)                             |
| Комиссия по технике безопасности и охране труда (США)                            | Occupational Safety and Health Review Commission (OSHRC)             |
| Комиссия равных возможностей в сфере занятости (США) («Действие»)                | Equal Employment Opportunity Commission (EEOC)                       |
| Комиссия (по делам) Панамского канала (США)                                      | Panama Canal Commission                                              |
| Комиссия по генеральному плану национальной столицы (США)                        | National Capital Planning Commission (NCPC)                          |
| Комиссия по ядерному регулированию США                                           | Nuclear Regulatory Commission (NRC)                                  |
| Корпорация государственной и муниципальной службы                                | Corporation for National and Community Service (CNCS)                |
| Корпорация Вызов Тысячелетия (США)                                               | Millennium Challenge Corporation (MCC)                               |
| Корпорация гарантии пенсионных льгот (США)                                       | Pension Benefit Guaranty Corporation (PBGC)                          |
| Корпорация частных зарубежных инвестиций                                         | Overseas Private Investment Corporation (OPIC)                       |
| Корпус мира (США)                                                                | Peace Corps                                                          |
| Межамериканский фонд (США)                                                       | Inter-American Foundation (IAF)                                      |
| Международное вещательное бюро (США)                                             | International Broadcasting Bureau (IBB)                              |
| Национальное агентство по аэронавтике и исследованию космического пространства   | National Aeronautics and Space Administration (NASA)                 |
| Национальное управление кредитных союзов (США)                                   | National Credit Union Administration (NCUA)                          |
| Национальный гуманитарный фонд (США)                                             | National Endowment for the Humanities (NEH)                          |
| Национальный фонд искусств и гуманитарных наук (США)                             | National Endowment for the Arts (NEA)                                |
| Национальное управление архивов и документации (США)                             | National Archives and Records Administration (NARA)                  |
| Национальный научный фонд (США)                                                  | National Science Foundation (NSF)                                    |
| Национальный совет посредничества (США)                                          | National Mediation Board (NMB)                                       |
| Национальный совет по инвалидности (США)                                         | National Council on Disability (NCD)                                 |
| Национальный совет по безопасности транспорта (США)                              | National Transportation Safety Board (NTSB)                          |
| Национальное управление по трудовым отношениям (США)                             | National Labor Relations Board (NLRB)                                |
| Национальная корпорация железнодорожных пассажирских перевозок (США)             | National Railroad Passenger Corporation (AMTRAK)                     |
| Офис стандартов (США)                                                            | Office of Compliance                                                 |
| Организация африканского развития (США)                                          | African Development Foundation (USADF)                               |
| Почтовая служба США                                                              | United States Postal Service (USPS)                                  |
| Служба призыва в армию при ограниченной воинской повинности                      | Selective Service System                                             |
| Совет по защите системы заслуг (США)                                             | Merit Systems Protection Board (MSPB)                                |
| Совет по безопасности оборонных атомных объектов (США)                           | Defense Nuclear Facilities Safety Board                              |
| Совет по вопросам социального обеспечения железнодорожников (США)                | Railroad Retirement Board (RRB)                                      |
| Совет по федеральным пенсионным сбережениям (США)                                | Federal Retirement Thrift Investment Board                           |
| Управление директора Национальной разведки (США)                                 | Office of the Director of National Intelligence                      |
| Управление национальной контрразведки (США)                                      | Office of the National Counterintelligence Executive (ONCIX)         |
| Управление социального страхования (США)                                         | Social Security Administration (SSA)                                 |
| Управление служебной этики в государственных органах (США)                       | Office of Government Ethics (OGE)                                    |
| Управление адвоката по особым делам (США)                                        | Office of Special Counsel (OSC)                                      |
| Управление по делам малого бизнеса (США)                                         | Small Business Administration (SBA)                                  |
| Управление ресурсами бассейна Теннесси (США)                                     | Tennessee Valley Authority (TVA)                                     |
| Управление кадровой службы (США)                                                 | Office of Personnel Management (OPM)                                 |
| Федеральное управление по трудовым отношениям (США)                              | Federal Labor Relations Authority (FLRA)                             |
| Федеральная избирательная комиссия США                                           | Federal Election Commission (FEC)                                    |
| Федеральная комиссия по проблемам безопасности и здоровья шахтеров (США)         | Federal Mine Safety and Health Review Commission                     |
| Федеральная торговая комиссия                                                    | Federal Trade Commission (FTC)                                       |
| Федеральная комиссия по управлению энергетикой (США)                             | Federal Energy Regulatory Commission (FERC)                          |
| Федеральная комиссия по мореходству (США)                                        | Federal Maritime Commission (FMC)                                    |
| Федеральная резервная система (США)                                              | Federal Reserve System (FRS, Fed)                                    |
| Федеральная служба посредничества и примирения (США)                             | Federal Mediation and Conciliation Service                           |
| Федеральная комиссия по связи (США)                                              | Federal Communications Commission (FCC)                              |
| Федеральный финансовый совет по жилищным вопросам (США)                          | Federal Housing Finance Board (FHFB)                                 |
| Федеральная корпорация страхования депозитов (ФКСД)                              | Federal Deposit Insurance Corporation (FDIC)                         |
| Федеральная корпорация страхования ссудо-сберегательных ассоциаций (США)         | Federal Savings and Loan Insurance Corporation (FSLIC)               |
| Центральное разведывательное управление (США)                                    | Central Intelligence Agency (CIA)                                    |
| Экспортно-импортный банк Соединённых Штатов (Эксимбанк)                          | Export-Import Bank of the United States (Ex-Im Bank)                 |